# Honda Stream
A Stream é uma minivan compacta da Honda.
A versão disponível em 2006 era baseada na plataforma do Honda Civic. Como opções de câmbio era oferecido a manual de 5 velocidades e o de transmissão continuamente variável (Câmbio CVT).